# Idomeneus (filosof)
Idomeneus (grekiska: Iδoμενευς), född omkring 325 f.Kr. i Lampsakos, död omkring 270 f.Kr., var vän och lärjunge till Epikuros. Han skrev en mängd filosofiska och historiska verk.